# 의랑초등학교
의랑초등학교(儀朗初等學校)는 대한민국 세종특별자치시가 교육기본법에 따라 설치한 초등학교이다.

## 학교 연혁
- 1942. 01. 03
의당초등학교 태산 간이 학교로 개교
1943. 04. 01
의당초등학교 태산분교장으로 인가
1947. 11. 15
의랑국민학교로 승격
1967. 09. 03
의랑국민학교 도덕분교장 분리 개교
1968. 03. 01
도덕국민학교 승격 개교
1980. 02. 15
새마을교육 실적 우수교 표창(장관)
1983. 12. 23
보건환경심사 우수교 표창(교육감)
1984. 03. 01
병설유치원 개원
1989. 03. 01
도덕 분교장 편입
1989. 11. 03
체육부지정 급식시범학교 운영
1993. 03. 01
도덕 분교장 통폐합
1993. 11. 02
충남교육청지정 산수과연구학교 운영
1996. 03. 01
의랑초등학교로 개명
1999. 10. 21
공주교육청지정 효 시범학교 운영
2002. 12. 28
정보화 교육 우수교 표창(교육장)
2003. 10. 30
공주교육청지정 효 실천 시범학교(중심학교) 운영
2007. 02. 16
제59회 졸업식(총 3,689명)
2008. 02. 19
제 60회 졸업식(14명)
2009. 02. 20
제 61회 졸업식(총 3,716명)
2010. 02. 20
제62회 졸업식(총 3,730명)
2011. 02. 18
제63회 졸업식 (3,741명)
2012. 07. 01
세종특별자치시 편입
2016. 02. 15
제68회 졸업식(3,784명)
2017. 02. 16
제69회 졸업식(3,790명)
2017. 03. 01
학생중심과학선도학교 운영
2018. 01. 05
제70회 졸업식(3,800명)
2018. 03. 01
초등학교 6학급, 유치원 1학급 편성
2019. 01. 07
제71회 졸업식(3,812명)

## 참고 자료
- 의랑초등학교 - 한국교육학술정보원 학교알리미